# Ausbau Zelle
Ausbau Zelle war ein Wohnplatz der ehemaligen Gemeinde Klein Schulzendorf, die seit 1998 zur Stadt Trebbin im Landkreis Teltow-Fläming im Land Brandenburg gehört.

## Geografische Lage
Der Wohnplatz liegt südwestlich des ehemaligen Gemeindezentrums von Klein Schulzendorf und südlich des Stadtzentrums von Trebbin. Nördlich befindet sich der Trebbiner Wohnplatz Ebelshof, südlich der weitere Wohnplatz Forsthaus Altlenzburg. Die umliegenden Flächen werden vorzugsweise landwirtschaftlich genutzt und durch den Polenzgraben in die Nuthe entwässert. Nordöstlich befindet sich der Kliestower See.

## Geschichte
Um das Jahr 1850 wurde auf der Gemarkung eine Kolonie angelegt, die im Jahr 1858 erstmals als Etablissement Zelle urkundlich erwähnt wurde. Dort lebten zu dieser Zeit 31 Personen. Im Jahr 1860 standen dort sechs Wohn- und sieben Wirtschaftsgebäude. Im Jahr 1925 war die Anzahl der Personen auf 34 angestiegen. Im Jahr 1927 wurde lediglich noch von einer Ansiedlung berichtet, die ab 1932 als Wohnplatz der Gemeinde Klein Schulzendorf geführt wurde. Mit dem Anschluss an die Stadt Trebbin erlosch dieser Status. An den zuvor eigenständigen Wohnplatz erinnert die amtliche Widmung der Straße Ebelshof, die von Norden aus Kliestow in die Wohnbebauung führt. Diese wird als Zelle in südlicher Richtung bis zum Wohnplatz Forsthaus Altlenzburg weitergeführt.